# Gut
Gut — немецкая группа, один из пионеров порнограйнда.

## История
Группа была создана в апреле 1991 года барабанщиком Тимом Эйерманном и гитаристом Иоахимом Проеллом. Вскоре после того, как группа была создана, к ней присоединился вокалист Оливер Родер. Спустя несколько месяцев после формирования группа записала свое первое демо под названием Drowning In Female Excrements. Весной 1992 года на своей репетиционной точке, переоборудованной в самодельную студию, музыканты записали 16 песен, которые позже были изданы на разных синглах и сплит-альбомах. Первым релизом в истории Gut стал сингл «Spermanys Most Wanted», затем был издан сплит с группой Pussyfied и еще один сингл «Hyperintestinal Vulva Desecration».
В июле 1994 года состоялась очередная студийная сессия, в ходе которой был записан материал для четырех синглов, которые распространялись различными андерграундными лейблами. К середине 1994 года у GUT накопилось достаточно материала для выпуска полноформатного альбома. Большую помощь группе в создании альбома оказал Сандро Гесснер, владелец лэйбла Regurgitated Semen Records. Для альбома было написано 39 песен, большая часть которых позже была перезаписана в лучшем качестве. Альбом получил название Odour of Torture и был выпущен на Regurgitated Semen Records, а также распространялся через лэйбл Morbid Records. Одновременно с этим группе предложили поучаствовать в нескольких сплитах.
В апреле 1995 года из группы уходит Родер, после чего группа расспалась. В 1999 году один из друзей музыкантов предложил переиздать на своем лейбле Deliria Noise Outfitters альбом Odour of Torture, а также некоторые ранние записи. В 2000 году выходят переиздания с бонусами и новым оформлением. В это же время Gut вновь появляются на сцене в оригинальном составе. Но уже после первого концерта за 5 лет группа снова разделилась. Оллин и Проелл создали группу Nunwhore Commando 666, GG Ollin также создал группу Libido Airbag.
H.B. Bonah, GG Ollin, Joe Proell собрались в феврале 2005 года, чтобы наконец-то записать свой второй полноформатный альбом The Cumback 2006. Имидж группы тоже обновился, в частности, у музыкантов появились новые псевдонимы. В январе 2006 года группа записывает новые песни для проекта G.U.T.T.O (в сотрудничестве с Отто Фон Ширах), а также для различных сплитов.

## Музыкальный стиль
В начале 90-х коллектив был одним из пионеров порно-грайнда. Их музыка содержала в себе сэмплы из порно-фильмов, также они были одни из первых, кто делал акцент на «качающих» риффах. В отличие от гор-грайнда, их музыка была проще и медленнее, имела более роковое звучание.
До издания The Cumback их музыка всегда была более ориентирована на грувы, чем у их ровесников, акцентирующих внимание на бласт-битах. С выходом этого альбома, музыкальный стиль группы испытал сильные изменения: композиции стали намного длиннее, аранжировки стали более сфокусированными, музыка коллектива испытала сильное влияние хип-хопа и ритм-н-блюза. Ещё один их релиз 2006 года Pimps Of Gore — продолжает экспериментальный путь. Данный релиз демонстрирует тот же кроссовер (смесь грайндкора и хип-хопа), также заметны электроника и битбоксы.
С выходом Disciples Of Smut музыка коллектива стала ближе к её старому звучанию.

## Состав

### Текущий состав
- Оливер Родер (Bukkake Boy, GG Ollin, Spermsoaked Consumer Of Pussy Barbecue) (вокал) (1991-1995, 1999, 2004 - наши дни)
- Тим Эйерманн (H.B. Bonah, Organic Masturbator Of 1000 Splatter Whores) (барабаны, бэк-вокал) (1991-1995, 1999, 2004 - наши дни)
- Иоахим Проелл (Joe Proell, Torturer Of Lacerated And Satanic Tits, Cuntshredding Electro Jesus) (соло- и ритм-гитара) (1991-1995, 1999, 2004 - наши дни)
- Эндрю Риго (Count BK, Cuntlicking Bitch Killer Of Antiwhore Gestapo) (бас-гитара) (1994-1995, 1999, 2004-2005, 2007 - наши дни)

### Бывшие участники
- Майкл Беккет (Cadaveric Vaginaripper Of Putrefying Orgasms) (бас-гитара) (1991-1994)
- Маркус Цорн (Pumpgun Messiah) (бас-гитара) (2005-2007)

## Дискография

### Демо
- 1991 - Drowning In Female Excrements
- 1992 - Drink Vaginal Soup or Die!

### Мини-альбомы
- 1992 - Spermanys Most Wanted
- 1994 - Hyper-Intestinal Vulva Desecration
- 1995 - Pussyfied - Assyfied

### Сплиты
- 1993 - Splittape 1993 (совместно с Abortus)
- 1994 - Cripple Bitch/The Misanthrope (совместно с Retaliation)
- 1994 - Dead/Enter the Painroom (совместно с Dead)
- 1994 - Fistful of Sperm/Brain Damage (совместно с Brain Damage)
- 1994 - Gut/Morphea (совместно с Morphea)
- 1994 - Promo-Tape I '94 (совместно с Avulsed, Soulgrind, Intense Agonizing, Necrobiosis)
- 1994 - Twat Enema/Untitled (совместно с Gore Beyond Necropsy)
- 1995 - Want Some Nuke or Gut? (совместно с Nuke) (часть с Gut концертная)
- 2006 - Pimps of Gore (совместно с Отто Фон Ширах)
- 2006 - Girls on Acid/Masters of Gore (совместно с Rompeprop)
- 2006 - Yellow Tea for Free/The Hooker Ballett (совместно с Gonorrhea Pussy)
- 2007 - Gigolo Warfare/Distorted Impalement (совместно с Distorted Impalement)
- 2010 - The Green Slime Are Coming! (совместно с Satan's Revenge on Mankind)
- 2012 - Nunwhore Commando 666 Recast Gut (совместно с Nunwhore Commando 666)

### Студийные альбомы
- 1995 - Odour of Torture
- 2006 - The Cumback 2006
- 2020 - Disciples of Smut

### Сборники
- 2000 - The Singles Collection

### Концертные альбомы
- 1994 - Promo Livetape 94' "Gefotzt & Gefistelt"